# Verbandsgemeinde Birkenfeld

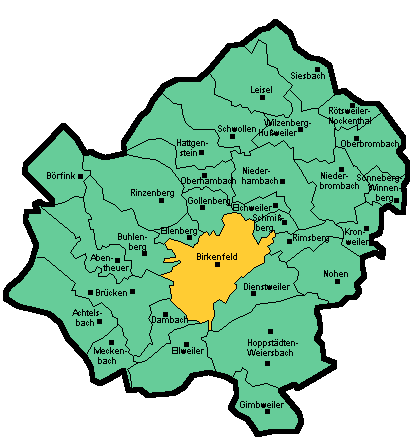
Ortsgemeinden in der Verbandsgemeinde

Die Verbandsgemeinde Birkenfeld ist eine Gebietskörperschaft, der die Stadt Birkenfeld sowie 30 weitere Ortsgemeinden angehören. Der Sitz der Verbandsgemeindeverwaltung ist in Birkenfeld. Die Verbandsgemeinde liegt im Landkreis Birkenfeld in Rheinland-Pfalz an der Grenze zum Saarland. Sie liegt zwischen dem Hunsrück und dem Nordpfälzer Bergland überwiegend nördlich der oberen Nahe.

## Verbandsangehörige Gemeinden
| Ortsgemeinde, Stadt         | Fläche (km²) | Einwohner |
| --------------------------- | ------------ | --------- |
| Abentheuer                  | 6,12         | 421       |
| Achtelsbach                 | 9,70         | 372       |
| Birkenfeld, Stadt           | 13,58        | 7.236     |
| Börfink                     | 8,22         | 173       |
| Brücken                     | 13,62        | 1.282     |
| Buhlenberg                  | 8,44         | 463       |
| Dambach                     | 2,98         | 147       |
| Dienstweiler                | 6,69         | 341       |
| Elchweiler                  | 2,15         | 98        |
| Ellenberg                   | 2,01         | 88        |
| Ellweiler                   | 7,46         | 340       |
| Gimbweiler                  | 5,53         | 408       |
| Gollenberg                  | 3,25         | 113       |
| Hattgenstein                | 8,21         | 243       |
| Hoppstädten-Weiersbach      | 17,87        | 3.693     |
| Kronweiler                  | 3,51         | 307       |
| Leisel                      | 8,82         | 534       |
| Meckenbach                  | 3,78         | 110       |
| Niederbrombach              | 7,28         | 495       |
| Niederhambach               | 9,77         | 314       |
| Nohen                       | 7,50         | 328       |
| Oberbrombach                | 6,56         | 386       |
| Oberhambach                 | 5,11         | 261       |
| Rimsberg                    | 3,20         | 125       |
| Rinzenberg                  | 11,33        | 318       |
| Rötsweiler-Nockenthal       | 3,21         | 461       |
| Schmißberg                  | 1,68         | 192       |
| Schwollen                   | 8,83         | 449       |
| Siesbach                    | 7,43         | 340       |
| Sonnenberg-Winnenberg       | 2,87         | 423       |
| Wilzenberg-Hußweiler        | 6,46         | 279       |
| Verbandsgemeinde Birkenfeld | 213,14       | 20.740    |

(Einwohner am 31. Dezember 2023)

## Bevölkerungsentwicklung
Die Entwicklung der Einwohnerzahl bezogen auf das Gebiet der heutigen Verbandsgemeinde Birkenfeld; die Werte von 1871 bis 1987 beruhen auf Volkszählungen:
| Jahr | Einwohner |
| 1815 | 7.367     |
| 1835 | 10.591    |
| 1871 | 11.255    |
| 1905 | 11.543    |
| 1939 | 14.480    |
| 1950 | 15.042    |

| Jahr | Einwohner |
| 1961 | 17.430    |
| 1970 | 18.542    |
| 1987 | 18.426    |
| 1997 | 20.399    |
| 2005 | 20.326    |
| 2023 | 20.740    |

## Politik

### Verbandsgemeinderat
Der Verbandsgemeinderat Birkenfeld besteht aus 36 ehrenamtlichen Ratsmitgliedern, die bei der Kommunalwahl am 9. Juni 2024 in einer personalisierten Verhältniswahl gewählt wurden, und dem Vorsitzenden.
Die Sitzverteilung im Verbandsgemeinderat:
| Wahl | SPD | CDU | Grüne | FDP | FW | LUB | Gesamt   |
| ---- | --- | --- | ----- | --- | -- | --- | -------- |
| 2024 | 10  | 11  | 3     | –   | 9  | 3   | 36 Sitze |
| 2019 | 11  | 13  | 4     | –   | 5  | 3   | 36 Sitze |
| 2014 | 12  | 11  | 1     | –   | 5  | 3   | 32 Sitze |
| 2009 | 14  | 12  | –     | 3   | 7  | –   | 36 Sitze |
| 2004 | 14  | 15  | –     | 2   | 5  | –   | 36 Sitze |

- FW = Freie Wähler (bis einschließlich Wahl 2019: Birkenfelder Freie Liste e. V. (BFL))[5]
- LUB = Liste unabhängiger Bürgerinnen und Bürger e. V.

### Bürgermeister
Bürgermeister der Verbandsgemeinde Birkenfeld war von 2008 bis 2024 Bernhard Alscher (Birkenfelder Freie Liste). Bei der Stichwahl am 3. April 2016 wurde er mit einem Stimmenanteil von 53,2 % in seinem Amt bestätigt, nachdem bei der Direktwahl am 13. März 2016 keiner der ursprünglich vier Bewerber eine ausreichende Mehrheit erreicht hatte.
Bei der Bürgermeisterwahl am 9. Juni 2024 trat Alscher nicht mehr an. Von den drei dortigen Bewerbern erhielt keiner der Bewerber eine absolute Mehrheit, sodass erneut eine Stichwahl durchgeführt werden musste. Bei dieser setzte sich Matthias König (Freie Wähler) mit 64 % der Stimmen gegen Immanuel Hoffman (CDU) durch. Da Bernhard Alscher als Landtagsnachrücker seine Bürgermeisteramt vorzeitig aufgab, übernahm König diese Aufgabe bereits am 29. August 2024 (regulärer Antrittstermin wäre der 15. Oktober gewesen).